# Sciophila obsoleta
Sciophila obsoleta är en tvåvingeart som beskrevs av Blanchard 1852. Sciophila obsoleta ingår i släktet Sciophila och familjen svampmyggor. Inga underarter finns listade i Catalogue of Life.